# 縮退
縮退（しゅくたい、英: degeneracy、縮重とも）とは量子物理学において、2つ以上の異なったエネルギー固有状態が同じエネルギー準位をとること。電子配置と電子のエネルギー準位には縮退が起こることが知られている。

## 概要
電子を含むフェルミ粒子は、パウリの排他原理により、同一の量子状態を占めることはできない。そのため、原則としてひとつの電子軌道は2つしか電子を収容することはできない。しかし、軌道に対称性がある場合は、複数の軌道が同じエネルギー準位となることがあり得る。例えば、通常d軌道は5重に縮退している。また、水素原子ではエネルギー準位の数は主量子数にのみ依存し、2sと2p、3sと3pと3d軌道などが縮退している（ただしスピン軌道相互作用の影響やラムシフトは考慮していない）。
量子力学では、物理的状態はハミルトニアンの固有ベクトルに対応し、物理的状態のエネルギー準位はハミルトニアンの固有値に対応している。よって、ある固有値に対応する固有ベクトル（固有関数）が複数存在する場合、物理的な現象としても縮退がおきる。そのため物理学などでは、ある固有値に対して{\displaystyle n}個の固有ベクトルが対応することを「固有値が（n重に）縮退している」とよび、この{\displaystyle n}のことを縮退度という。この縮退という用語の用い方は、物理学やそれに関連する物理化学などの分野におけるもので、数学用語ではない。

## 縮退が解ける場合
電子のエネルギー準位の縮退は、外場などによる摂動によって対称性を壊すことで解ける。これはエネルギー準位の分裂とよばれる。例えば外場としては磁場、電場などがあり、磁場により縮退が解けるゼーマン効果や、電場によるシュタルク効果などがある。また、物質自身の結晶場や配位子場によって対称性が低下する場合もあり、ヤーン＝テラー効果とよぶ。更に系に圧力などを加えると、構造相転移が起こり系の対称性が変わるので、電子状態（バンド構造）における特定のバンドの縮退が解けることがある。

## 縮退しているかどうかの判断
実際の固有値問題を数値計算によって解く場合（これは電子の状態である波動関数やそのエネルギーを求めることに対応する）、縮退しているかどうかの判断は、それぞれの固有ベクトルに対応する固有値のエネルギー差がある閾値（基準値←決め方は数値解析手法などに依るが、任意に決められることもある）以下になった時点で、近似的に縮退しているとみなすことが多い。ただし、固有値同士のエネルギー差が非常に小さい場合でも、縮退していない状態もありうるので注意が必要である。

## 電磁気学における縮退
電磁気学では、縮退は周波数と縦波の伝播定数が同じ伝播モードを指す。例えば方形導波管では、{\displaystyle m}と{\displaystyle n}がそれぞれ等しい場合にはTE{\displaystyle _{mn}}モードはTM{\displaystyle _{mn}}モードへと縮退する。円形導波管ではTE{\displaystyle _{mn}}とTM{\displaystyle _{m+1,n}}とが縮退となる。